# Feliks Stola
Feliks Stola (ur. 30 sierpnia 1920 w Mazanowie w województwie lubelskim, zm. ?) – porucznik Wojsk Ochrony Pogranicza, partyzant BCh i AL.

## Życiorys
Był synem Jana Stoli i Franciszki z domu Łuba. Przed II wojną światową ukończył pięcioletnie Technikum Rolnicze i trzy lata Wyższej Szkoły Rolniczej. Był członkiem ZMW „Wici”.
W 1941 wstąpił do BCh. Początkowo zajmował się kolportażem prasy podziemnej, przewożeniem oraz przechowywaniem zdobytej broni i materiałów wybuchowych. Od 1943 był członkiem oddziału Józefa Pacyny ps. „Chrzestny”, brał udział w walkach pod Chodlem i Józefowem nad Wisłą.
Od 1944 walczył w szeregach Armii Ludowej, najpierw w 3 kompanii „Straży Chłopskiej” porucznika „Lipy”, następnie w 5 kompanii 1 Brygady AL im. Ziemi Lubelskiej. Brał udział m.in. w walkach o Porytowe Wzgórze. W tym czasie został również członkiem PPR.
Po wyzwoleniu Lubelszczyzny w lipcu 1944 wstąpił do 9 pułku piechoty 3 Dywizji Piechoty im. Romualda Traugutta, w którego szeregach walczył pod Puławami i Warszawą.
Od lipca do października 1945 uczęszczał na kurs w Centralnej Szkole Oficerów Polityczno-Wychowawczych Wojska Polskiego (od 1946 Oficerska Szkoła Polityczna), który ukończył z wynikiem dobrym.
Po wojnie został skierowany do 5 oddziału Wojsk Ochrony Pogranicza w Olsztynie, następnie został zastępcą dowódcy 22 komendy WOP w Braniewie.
Służbę wojskową zakończył w kwietniu 1948 w stopniu porucznika. 
Po zakończeniu służby wojskowej mieszkał w Krotoszynie. Był członkiem PZPR i ZBoWiD.

## Odznaczenia
- Krzyż Kawalerski Orderu Odrodzenia Polski – 1978
- Krzyż Walecznych – 1946 (za zniszczenie niemieckiego ckm w czasie bitwy pod Puławami)
- Krzyż Partyzancki – 1966
- Medal Zwycięstwa i Wolności 1945 – 1946
- Medal „Za udział w walkach o Berlin” – 1972
- Odznaka Grunwaldzka – 1946